# Partido de Pehuajó
Pehuajó es uno de los 135 partidos de la provincia argentina de Buenos Aires. Está ubicado en el noroeste de la provincia y su cabecera es la ciudad de Pehuajó
Limita con los partidos de Lincoln, Carlos Casares, Hipólito Yrigoyen, Daireaux, Trenque Lauquen y Carlos Tejedor.

## Población
Según los resultados definitivos del censo de 2022 la población del partido alcanza los 44.783 habitantes.
| Gráfica de evolución demográfica de partido de Pehuajó entre 1895 y 2022 |
|                                                                          |
| Fuente: censos nacionales del INDEC                                      |

La caída poblacional del partido en 1960 con respecto al censo anterior de 1947 se debió a la creación del Partido de Hipólito Yrigoyen en enero de 1960, el cual se formó con territorios y algunas localidades de partidos vecinos (Bolívar, Carlos Casares, Caseros -hoy Daireaux- y Pehuajó).

## Historia
Desalojados los pueblos originarios, y a instancias de una ley aprobada el 24 de noviembre de 1871, los subsiguientes habitantes de la zona fueron colonos, establecidos a la vera de las lagunas " La Sal" y "Rocha". Allí nació el Paraje "Las Mellizas".
En 1883, fue escogido por el gobierno bonaerense para establecer una colonia agrícola y fundar el pueblo de Pehuajó. 
La creación del partido se aprobó en 1889 y creció con la llegada del FF.CC.

## Intendentes Municipales desde 1983
| Intendente             | Mandato                                           | Partido |
| Julio Rodríguez        | 10 de diciembre de 1983 - 10 de diciembre de 1995 | PJ      |
| César Fernando Peña    | 10 de diciembre de 1995 - 10 de diciembre de 2003 | UCR     |
| Juan Carlos Mascheroni | 10 de diciembre de 2003 - 10 de diciembre de 2007 | PJ      |
| Pablo Javier Zurro     | 10 de diciembre de 2007 - al presente             | PJ      |

## Hidrografía
El partido de Pehuajó está canalizado al norte por el Canal Arturo Jauretche, cuyas aguas discurren en sentido oeste-este.
Tiene varias lagunas: "La Salada", "del Montecito", "del Recado", "Curarú" y "El Recado".

## Accesos al Partido
- Rutas nacionales: RN 5 (hacia el noreste se llega a Buenos Aires), RN 226 (se conecta con la RN 5 en Pehuajó; RN 86. En la RN 226, en "El Vivero", está la RP 86 hacia Henderson, Daireaux, Guaminí, cruce de las sierras y hasta Bahía Blanca.

## Localidades del partido

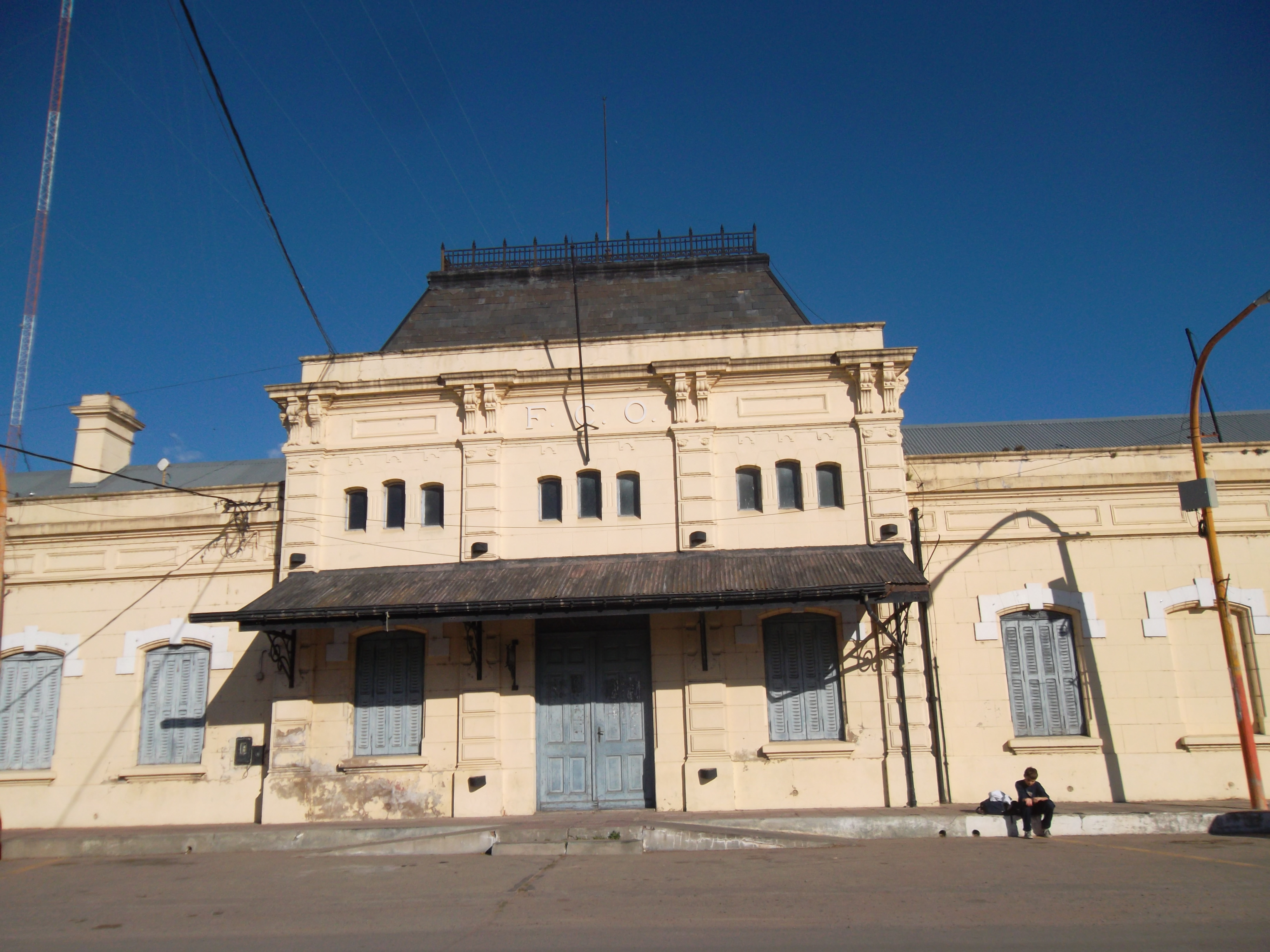
Estación ferroviaria de Pehuajo

- Pehuajó
- Juan José Paso
- Mones Cazón
- Francisco Madero
- San Bernardo de Pehuajó
- Magdala
- Nueva Plata
- Chiclana
- Capitán Castro

### Parajes
- Abel
- Alagón
- Albariño
- Ancón
- Asturias
- El Recado
- Girondo
- Gnecco
- Inocencio Sosa
- La Cotorra
- Larramendy
- Las Juanitas
- Pedro Gamen